# Pachyceryx
Pachyceryx is een geslacht van vlinders van de familie spinneruilen (Erebidae), uit de onderfamilie Arctiinae.

## Soorten
- P. albomaculata Kiriakoff, 1957
- P. clypeatus Kiriakoff, 1965
- P. dufranei Kiriakoff, 1965